# 武家河镇
武家河镇，是中华人民共和国甘肃省天水市甘谷县下辖的一个乡镇级行政单位。
2015年10月9日，甘肃省民政厅批复同意撤销武家河乡，设立武家河镇。

## 行政区划
武家河镇下辖以下地区：
石家大山村、艾家坪村、秦家湾村、石庙咀村、黑下沟村、武家河村、武家堡村、元高山村、王家窑村、姚家湾村、秦家坪村、吕家岘村、关家庄村、杨河村、尚家山村、周元坪村和格板峪村。